# Pangasius krempfi
Pangasius krempfi es una especie de peces de la familia Pangasiidae en el orden de los Siluriformes.

## Morfología
• Los machos pueden llegar alcanzar los 120 cm de longitud total y los 14 kg de peso.

## Distribución geográfica
Se encuentran en Asia: río Mekong y aguas costeras marinas cercanas.